# Allan Saint-Maximin
Allan Irénée Saint-Maximin (francia kiejtés: [alɑ̃ iʁeneə sɛ̃-magzimɛ̃]; Châtenay-Malabry, 1997. március 12. –) francia labdarúgó, a Club América játékosa. Korábban játszott a Saint-Étienne, a Monaco, a Nice és a Newcastle United csapataiban is.

## Fiatalkora
Saint-Maximin 1997. március 12-én született Châtenay-Malabryban, egy Párizs közeli községben. Szülei Guadeloupe-ból és Francia Guyanából származnak.

## Pályafutása

### Klubcsapatokban

#### Első évek
Saint-Maximin 2013. szeptember 1-én mutatkozott be a francia bajnokságban a Saint-Étienne színeiben, Romain Hamouma cseréjeként a Bordeaux elleni 2–1 arányú győzelem alkalmával.
2015. július 31-én leigazolta a Monaco, de a következő két szezonban kölcsönben volt a Hannover 96 és a Bastia csapataiban.
Saint-Maximint a rivális Nice igazolta le, 2017. augusztus 7-én.

#### Newcastle United
2019. augusztus 2-án Saint-Maximin aláírt egy hat éves szerződést a Newcastle United csapatával. Kilenc nappal később mutatkozott be az Arsenal elleni vereség alkalmával. December 5-én szerezte meg első gólját a Sheffield United elleni 2–0-ás győzelem alatt. Második gólját két hónappal később lőtte az Oxford United elleni FA-Kupa mérkőzésen.
Ő szerezte a csapat győztes gólját a Southampton elleni bajnokin 2020 márciusában, illetve július 1-én három gólpasszt adott az AFC Bournemouth ellen.

#### el-Áhlí
2023. július 30-án jelentették be, hogy az el-Áhlí szerződtette.

#### Fenerbahçe(kölcsönben)
2024. július 16-án kölcsönbe került a török Fenerbahçe csapatához.

#### Club América
2025. augusztus 12-én a mexikói Club América csapatába szerződött.

## Magánélet
Saint-Maximinnek három gyermeke van, Lyana, Ninhia és Djayden, akik vele élnel Newcastle upon Tyne-ban.

## Statisztikák
Frissítve: 2023. május 28.
| Klub                     | Szezon   | Bajnokság      | Bajnokság | Bajnokság | Kupa | Kupa | Ligakupa | Ligakupa | Európa | Európa | Egyéb | Egyéb | Összesen | Összesen |
| Klub                     | Szezon   | Liga           | Mér.      | Gól       | Mér. | Gól  | Mér.     | Gól      | Mér.   | Gól    | Mér.  | Gól   | Mér.     | Gól      |
| ------------------------ | -------- | -------------- | --------- | --------- | ---- | ---- | -------- | -------- | ------ | ------ | ----- | ----- | -------- | -------- |
| Saint-Étienne II         | 2013–14  | CFA 2          | 15        | 5         | —    | —    | —        | —        | —      | —      | —     | —     | 15       | 5        |
| Saint-Étienne II         | 2014–15  | CFA            | 7         | 2         | —    | —    | —        | —        | —      | —      | —     | —     | 7        | 2        |
| Saint-Étienne II         | Összesen | Összesen       | 22        | 7         | 0    | 0    | 0        | 0        | 0      | 0      | 0     | 0     | 22       | 7        |
| Saint-Étienne            | 2013–14  | Ligue 1        | 3         | 0         | 1    | 0    | 0        | 0        | 1      | 0      | —     | —     | 5        | 0        |
| Saint-Étienne            | 2014–15  | Ligue 1        | 9         | 0         | 2    | 0    | 0        | 0        | 1      | 0      | —     | —     | 12       | 0        |
| Saint-Étienne            | Összesen | Összesen       | 12        | 0         | 3    | 0    | 0        | 0        | 2      | 0      | 0     | 0     | 17       | 0        |
| Hannover 96 (kölcsönben) | 2015–16  | Bundesliga     | 16        | 1         | 2    | 0    | —        | —        | —      | —      | —     | —     | 18       | 1        |
| Bastia (kölcsönben)      | 2016–17  | Ligue 1        | 34        | 3         | 1    | 0    | 1        | 0        | —      | —      | —     | —     | 36       | 3        |
| Monaco                   | 2017–18  | Ligue 1        | 1         | 0         | 0    | 0    | 0        | 0        | 0      | 0      | 1     | 0     | 2        | 0        |
| Nice                     | 2017–18  | Ligue 1        | 30        | 3         | 1    | 0    | 1        | 0        | 6      | 2      | —     | —     | 38       | 5        |
| Nice                     | 2018–19  | Ligue 1        | 34        | 6         | 2    | 0    | 0        | 0        | —      | —      | —     | —     | 36       | 6        |
| Nice                     | Összesen | Összesen       | 64        | 9         | 3    | 0    | 1        | 0        | 6      | 2      | 0     | 0     | 74       | 11       |
| Newcastle United         | 2019–20  | Premier League | 26        | 3         | 4    | 1    | 0        | 0        | —      | —      | —     | —     | 30       | 4        |
| Newcastle United         | 2020–21  | Premier League | 25        | 3         | 0    | 0    | 1        | 0        | —      | —      | —     | —     | 26       | 3        |
| Newcastle United         | 2021–22  | Premier League | 35        | 5         | 1    | 0    | 1        | 0        | —      | —      | —     | —     | 37       | 5        |
| Newcastle United         | 2022–23  | Premier League | 25        | 1         | 0    | 0    | 6        | 0        | —      | —      | —     | —     | 31       | 1        |
| Newcastle United         | Összesen | Összesen       | 111       | 12        | 5    | 1    | 8        | 0        | 0      | 0      | 0     | 0     | 124      | 13       |
| Összesen                 | Összesen | Összesen       | 260       | 32        | 14   | 1    | 10       | 0        | 8      | 2      | 1     | 0     | 293      | 35       |